# Catopsilia florella
Catopsilia florella is een vlindersoort uit de familie van de Pieridae (witjes), onderfamilie Coliadinae. Catopsilia florella werd in 1775 beschreven door Fabricius.

## Kenmerken
De vleugels van het mannetje zijn wit met een opvallende zwarte stip midden op de voorvleugels, terwijl de vleugels van het vrouwtje wit tot geel zijn.

## Verspreiding en leefgebied
De soort komt voor van Afrika tot Maleisië en China, in Afrika is de soort een trekvlinder.

## Waardplanten
Catopsilia florella gebruikt de soort Cassia uit de familie Leguminosae als waardplanten.